# Llista d'asteroides/116101–116200
| Nom                    | Designació provisional | Data de descobriment | Lloc de descobriment | Descobridor/s           |
| ---------------------- | ---------------------- | -------------------- | -------------------- | ----------------------- |
| 116101 -               | 2003 WM131             | 21 de novembre, 2003 | Palomar              | NEAT                    |
| 116102 -               | 2003 WL132             | 19 de novembre, 2003 | Kitt Peak            | Spacewatch              |
| 116103 -               | 2003 WT132             | 21 de novembre, 2003 | Socorro              | LINEAR                  |
| 116104 -               | 2003 WB133             | 21 de novembre, 2003 | Socorro              | LINEAR                  |
| 116105 -               | 2003 WZ133             | 21 de novembre, 2003 | Socorro              | LINEAR                  |
| 116106 -               | 2003 WC134             | 21 de novembre, 2003 | Socorro              | LINEAR                  |
| 116107 -               | 2003 WE134             | 21 de novembre, 2003 | Socorro              | LINEAR                  |
| 116108 -               | 2003 WR134             | 21 de novembre, 2003 | Socorro              | LINEAR                  |
| 116109 -               | 2003 WT134             | 21 de novembre, 2003 | Socorro              | LINEAR                  |
| 116110 -               | 2003 WV134             | 21 de novembre, 2003 | Socorro              | LINEAR                  |
| 116111 -               | 2003 WD135             | 21 de novembre, 2003 | Socorro              | LINEAR                  |
| 116112 -               | 2003 WH135             | 21 de novembre, 2003 | Socorro              | LINEAR                  |
| 116113 -               | 2003 WW135             | 21 de novembre, 2003 | Socorro              | LINEAR                  |
| 116114 -               | 2003 WZ135             | 21 de novembre, 2003 | Socorro              | LINEAR                  |
| 116115 -               | 2003 WL136             | 21 de novembre, 2003 | Socorro              | LINEAR                  |
| 116116 -               | 2003 WY136             | 21 de novembre, 2003 | Socorro              | LINEAR                  |
| 116117 -               | 2003 WG137             | 21 de novembre, 2003 | Socorro              | LINEAR                  |
| 116118 -               | 2003 WH137             | 21 de novembre, 2003 | Socorro              | LINEAR                  |
| 116119 -               | 2003 WU137             | 21 de novembre, 2003 | Socorro              | LINEAR                  |
| 116120 -               | 2003 WP138             | 21 de novembre, 2003 | Socorro              | LINEAR                  |
| 116121 -               | 2003 WU138             | 21 de novembre, 2003 | Socorro              | LINEAR                  |
| 116122 -               | 2003 WD139             | 21 de novembre, 2003 | Socorro              | LINEAR                  |
| 116123 -               | 2003 WL139             | 21 de novembre, 2003 | Socorro              | LINEAR                  |
| 116124 -               | 2003 WU139             | 21 de novembre, 2003 | Socorro              | LINEAR                  |
| 116125 -               | 2003 WY139             | 21 de novembre, 2003 | Socorro              | LINEAR                  |
| 116126 -               | 2003 WA140             | 21 de novembre, 2003 | Socorro              | LINEAR                  |
| 116127 -               | 2003 WL140             | 21 de novembre, 2003 | Socorro              | LINEAR                  |
| 116128 -               | 2003 WN140             | 21 de novembre, 2003 | Socorro              | LINEAR                  |
| 116129 -               | 2003 WO140             | 21 de novembre, 2003 | Socorro              | LINEAR                  |
| 116130 -               | 2003 WB141             | 21 de novembre, 2003 | Socorro              | LINEAR                  |
| 116131 -               | 2003 WS141             | 21 de novembre, 2003 | Socorro              | LINEAR                  |
| 116132 -               | 2003 WA142             | 21 de novembre, 2003 | Socorro              | LINEAR                  |
| 116133 -               | 2003 WO142             | 21 de novembre, 2003 | Socorro              | LINEAR                  |
| 116134 -               | 2003 WZ142             | 23 de novembre, 2003 | Socorro              | LINEAR                  |
| 116135 -               | 2003 WC144             | 21 de novembre, 2003 | Socorro              | LINEAR                  |
| 116136 -               | 2003 WH144             | 21 de novembre, 2003 | Socorro              | LINEAR                  |
| 116137 -               | 2003 WC145             | 21 de novembre, 2003 | Socorro              | LINEAR                  |
| 116138 -               | 2003 WK145             | 21 de novembre, 2003 | Socorro              | LINEAR                  |
| 116139 -               | 2003 WA146             | 21 de novembre, 2003 | Socorro              | LINEAR                  |
| 116140 -               | 2003 WP146             | 23 de novembre, 2003 | Catalina             | CSS                     |
| 116141 -               | 2003 WA149             | 24 de novembre, 2003 | Socorro              | LINEAR                  |
| 116142 -               | 2003 WA150             | 24 de novembre, 2003 | Anderson Mesa        | LONEOS                  |
| 116143 -               | 2003 WO152             | 25 de novembre, 2003 | Kingsnake            | J. V. McClusky          |
| 116144 -               | 2003 WM153             | 26 de novembre, 2003 | Anderson Mesa        | LONEOS                  |
| 116145 -               | 2003 WA156             | 29 de novembre, 2003 | Kitt Peak            | Spacewatch              |
| 116146 -               | 2003 WJ156             | 29 de novembre, 2003 | Socorro              | LINEAR                  |
| 116147 -               | 2003 WM157             | 18 de novembre, 2003 | Kitt Peak            | Spacewatch              |
| 116148 -               | 2003 WN157             | 19 de novembre, 2003 | Anderson Mesa        | LONEOS                  |
| 116149 -               | 2003 WU158             | 29 de novembre, 2003 | Needville            | Needville               |
| 116150 -               | 2003 WD163             | 30 de novembre, 2003 | Socorro              | LINEAR                  |
| 116151 -               | 2003 WR164             | 30 de novembre, 2003 | Kitt Peak            | Spacewatch              |
| 116152 -               | 2003 WX165             | 30 de novembre, 2003 | Kitt Peak            | Spacewatch              |
| 116153 -               | 2003 WO166             | 18 de novembre, 2003 | Anderson Mesa        | LONEOS                  |
| 116154 -               | 2003 WA168             | 19 de novembre, 2003 | Palomar              | NEAT                    |
| 116155 -               | 2003 WW168             | 19 de novembre, 2003 | Palomar              | NEAT                    |
| 116156 -               | 2003 WS170             | 21 de novembre, 2003 | Catalina             | CSS                     |
| 116157 -               | 2003 WC171             | 21 de novembre, 2003 | Palomar              | NEAT                    |
| 116158 -               | 2003 WU171             | 29 de novembre, 2003 | Socorro              | LINEAR                  |
| 116159 -               | 2003 WZ171             | 29 de novembre, 2003 | Socorro              | LINEAR                  |
| 116160 -               | 2003 WK176             | 19 de novembre, 2003 | Socorro              | LINEAR                  |
| 116161 -               | 2003 WS176             | 19 de novembre, 2003 | Kitt Peak            | Spacewatch              |
| 116162 Sidneygutierrez | 2003 WL181             | 20 de novembre, 2003 | Kitt Peak            | M. W. Buie              |
| 116163 -               | 2003 WW181             | 21 de novembre, 2003 | Socorro              | LINEAR                  |
| 116164 -               | 2003 WD190             | 24 de novembre, 2003 | Socorro              | LINEAR                  |
| 116165 -               | 2003 WU190             | 20 de novembre, 2003 | Palomar              | NEAT                    |
| 116166 Andrémaeder     | 2003 XJ                | 3 de desembre, 2003  | La Silla             | R. Gauderon, R. Behrend |
| 116167 -               | 2003 XG1               | 1 de desembre, 2003  | Socorro              | LINEAR                  |
| 116168 -               | 2003 XR1               | 1 de desembre, 2003  | Kitt Peak            | Spacewatch              |
| 116169 -               | 2003 XL2               | 1 de desembre, 2003  | Socorro              | LINEAR                  |
| 116170 -               | 2003 XW2               | 1 de desembre, 2003  | Socorro              | LINEAR                  |
| 116171 -               | 2003 XX2               | 1 de desembre, 2003  | Socorro              | LINEAR                  |
| 116172 -               | 2003 XE3               | 1 de desembre, 2003  | Socorro              | LINEAR                  |
| 116173 -               | 2003 XF3               | 1 de desembre, 2003  | Socorro              | LINEAR                  |
| 116174 -               | 2003 XR3               | 1 de desembre, 2003  | Socorro              | LINEAR                  |
| 116175 -               | 2003 XZ3               | 1 de desembre, 2003  | Socorro              | LINEAR                  |
| 116176 -               | 2003 XC4               | 1 de desembre, 2003  | Socorro              | LINEAR                  |
| 116177 -               | 2003 XN4               | 1 de desembre, 2003  | Socorro              | LINEAR                  |
| 116178 -               | 2003 XP4               | 1 de desembre, 2003  | Socorro              | LINEAR                  |
| 116179 -               | 2003 XU4               | 1 de desembre, 2003  | Socorro              | LINEAR                  |
| 116180 -               | 2003 XW4               | 1 de desembre, 2003  | Kitt Peak            | Spacewatch              |
| 116181 -               | 2003 XB5               | 1 de desembre, 2003  | Catalina             | CSS                     |
| 116182 -               | 2003 XQ5               | 3 de desembre, 2003  | Anderson Mesa        | LONEOS                  |
| 116183 -               | 2003 XD6               | 3 de desembre, 2003  | Socorro              | LINEAR                  |
| 116184 -               | 2003 XH6               | 3 de desembre, 2003  | Socorro              | LINEAR                  |
| 116185 -               | 2003 XK6               | 3 de desembre, 2003  | Socorro              | LINEAR                  |
| 116186 -               | 2003 XZ7               | 3 de desembre, 2003  | Socorro              | LINEAR                  |
| 116187 -               | 2003 XG8               | 4 de desembre, 2003  | Socorro              | LINEAR                  |
| 116188 -               | 2003 XE9               | 4 de desembre, 2003  | Socorro              | LINEAR                  |
| 116189 -               | 2003 XL9               | 4 de desembre, 2003  | Socorro              | LINEAR                  |
| 116190 -               | 2003 XS9               | 4 de desembre, 2003  | Socorro              | LINEAR                  |
| 116191 -               | 2003 XG10              | 4 de desembre, 2003  | Socorro              | LINEAR                  |
| 116192 -               | 2003 XS10              | 10 de desembre, 2003 | Nogales              | Tenagra II              |
| 116193 -               | 2003 XK11              | 12 de desembre, 2003 | Palomar              | NEAT                    |
| 116194 -               | 2003 XV11              | 13 de desembre, 2003 | Socorro              | LINEAR                  |
| 116195 -               | 2003 XY11              | 13 de desembre, 2003 | Socorro              | LINEAR                  |
| 116196 -               | 2003 XD13              | 14 de desembre, 2003 | Kitt Peak            | Spacewatch              |
| 116197 -               | 2003 XC14              | 15 de desembre, 2003 | Socorro              | LINEAR                  |
| 116198 -               | 2003 XJ14              | 15 de desembre, 2003 | Socorro              | LINEAR                  |
| 116199 -               | 2003 XN14              | 1 de desembre, 2003  | Socorro              | LINEAR                  |
| 116200 -               | 2003 XY14              | 15 de desembre, 2003 | Socorro              | LINEAR                  |